# Bordada
Bordada em náutica pode ser empregue em dois contextos diferentes.
1. com o advento da artilharia naval montada nos conveses, ou seja lateralmente ao navio, passou a ser possível disparar todas as peças em simultâneo, e a esse tipo de disparo em simultâneo designa-se bordada.
2. em iatismo é sinónimo de bordejar [1]

É de notar que há frequentemente alguma confusão na utilização do termo “bordada”, que erradamente é utilizado para designar a mudança de bordo à vela, o virar de bordo.